# ホシササキリ
ホシササキリ（星笹螽斯、Conocephalus maculatus）は、バッタ目キリギリス科の昆虫。和名は前翅に黒点列を有することに因む。

## 形態
日本のササキリ属の中では最も小型。体長15mm前後。（翅端まで22-25mm）
体色は緑または褐色。羽は薄い褐色で側面に名前の由来となった黒褐色の点線がある。頭頂から前胸背面に掛けて黒線が通り、それに平行するように白線があるが、本種は国産ササキリ属で最もそれが鮮明である。また褐色個体の割合も多い。
産卵管は短刀形で赤褐色を帯びる。

## 生態
日当りの良い草原、荒れ地に棲む。概して草丈の低い環境を好む。海岸線や市街地近くの芝地に特に個体数が多い。[要出典]
主に昼間「シリリリリ……」と鳴くが声が非常に小さい上すぐ鳴き止むため気づかれにくい。温度で鳴き声のテンポが変わるのはオナガササキリ同様である。
敏感且つ俊敏で、姿も鳴き声も小さいため身近にいる割にはその存在に気づきにくい虫である。
分布は東北南部以南。関東南部では年2回発生する。九州から南西諸島では年3回かそれ以上、或いは周年発生する。5月ごろと7月ごろ孵化しその2ヶ月後に羽化、成虫になる。成虫寿命は意外に長く、3ヶ月ぐらい生きることもある。2回目に発生した個体は飼育下では年を越すこともある。
長翅型を頻繁に出し、また短翅型であってもかなりの飛翔力を備える。
似たような生態を送るウスイロササキリより高温、乾燥に強い。卵の休眠性も本種の方が浅く、温度条件さえ揃えばいつでも1ヶ月で孵化してしまう。温暖化や都市化が進み、ウスイロササキリに取って代わって本種が見られるようになった場所も多い。
孵化したばかりは緑だが、脱皮を繰り返すうちに褐色のものが現れる。
メスは産卵管でイネ科植物の葉鞘内部に産卵する。
主にイネ科植物を食草としているが飼育下では野菜や果物なども良く食べる。また動物質もよく食べる。